# Guardia Republicana de Costa de Marfil
La Guardia Republicana de Costa de Marfil (en francés: Garde Républicaine de Côte d'Ivoire) es una unidad militar de Costa de Marfil, que se encarga de la protección de los funcionarios y edificios del gobierno marfileño, es una de las unidades mejor equipadas de las Fuerzas Armadas de Costa de Marfil.

## Historia
A principios de 2017, el presidente Alassane Ouattara ascendió a dos ex-comandantes rebeldes que se pusieron del lado del gobierno durante las conversaciones. 
El motín tuvo como resultado que dos amotinados fueran asesinados por la Guardia Republicana.
En mayo de 2017, los soldados de la guardia republicana se rebelaron por una disputa salarial. 

## Descripción
La Guardia Republicana (GR) apoya al gabinete militar del Presidente de la República, de la misma manera que la Agrupación de Seguridad Presidencial, cuyos elementos provienen de las fuerzas terrestres. La Guardia Republicana tiene a su cargo misiones de seguridad y de honor, en beneficio de las altas autoridades del Estado y de las instituciones. Es la única fuerza armada autorizada en los palacios nacionales. Los guardias están presentes en el Palacio Presidencial en Abiyán, en el Senado, y la en Asamblea Nacional en Yamusukro, así como en el despacho del Primer Ministro y en los principales ministerios. Dirigida por un general de cuerpo de ejército, la guardia está formada por un Estado Mayor y dos agrupaciones (una en Abiyán y otra en Yamusukro), integradas por 2500 hombres.

## Banda de música de la Guardia Republicana
El 1 de octubre de 1985 se fundó la banda con 65 voluntarios que iniciaron sus funciones a principios de diciembre de 1987. En la actualidad cuenta con 100 músicos distribuidos en tres conjuntos: armonía, fanfarria y orquesta. Su misión es garantizar la prestación de los honores militares durante los viajes del Presidente de la República.
La banda de música ha sido asociada comúnmente con la banda de la Guardia Republicana de Francia y también ha recibido un entrenamiento militar francés. El director de la banda de música es Vladimir Any-Grah.